# Peter Sutermeister
Pour les articles homonymes, voir Sutermeister.
Peter Sutermeister, né à Feuerthalen le 28 mai 1916 et mort à Altavilla le 3 janvier 2003, est un écrivain suisse.

## Publications
- Biographie de Felix Mendelssohn Bartholdy (1949)
- Biographie de Robert Schumann (1951)
- Athos, wundertätige Ikonen avec Paul Huber. Hallwag, Berne (1965)
- Barocke Welt avec Jeannine Le Brun. Hallwag, Berne (1966)
- Barockreise um den Bodensee avec Jeannine Le Brun. Thorbecke, Sigmaringen (1978)
- Die verlorene Dimension Katzmann, Tübingen (1979)
- Der Mensch im Bodenseeraum Thorbecke, Sigmaringen (1986)
- Die versunkene Stadt Vineta, Bâle (1952)
- Serge Derrick Atlantis, Zurich (1963)
- Papst Petrus der Zweite, eine Parabel in drei Akten F. Reinhardt, Bâle, Kassel (1992)
- Pferde avec Ulrich Mack. Hallwag, Berne (1965)

### Pièces de théâtre
- Niobe - Opernlibretto publié par Schott, Mayence (1946)
- Raskolnikoff - Opernlibretto publié par Schott, Mayence (1947)
- Die Vision première en 2000

### Pièces radiophoniques
- Die drei Geister DRS, Zurich (1943)
- Dichterliebe DRS, Zurich (1951)
- Robert Schumann DRS, Zurich (1954)